# Ronald Beiner
Ronald Steven Beiner (* 22. Mai 1953 in Montreal) ist ein kanadischer Politikwissenschaftler und Hochschullehrer.

## Leben und Wirken
Ronald Beiner studierte Politikwissenschaft und Philosophie an der McGill University in Montreal. Anschließend wechselte er an die Universität Oxford (Balliol College) und erwarb dort 1980 den Doktorgrad (DPhil.). Von 1978 bis 1983 arbeitete er als Dozent für Politikwissenschaft an der University of Southampton. Von 1983 bis 1984 war er als wissenschaftlicher Assistent an der Queens University in Kingston tätig. Danach wechselte er an die University of Toronto. Nach kurzer Assistententätigkeit wurde er dort 1985 außerordentlicher und ab 1990 ordentlicher Professor für Politikwissenschaft. 1991 hatte Beiner eine Gastprofessur an der Hebräischen Universität Jerusalem inne.
Schwerpunkt seiner Lehr- und Forschungstätigkeit bzw. seiner Veröffentlichungen ist die Politische Philosophie und die Geschichte der politischen Theorie. Er beschäftigt sich vor allem mit der politischen Philosophie Kants, dem Liberalismus und mit Hannah Arendt.
Im Jahre 2006 wurde Ronald Beiner Mitglied der Royal Society of Canada.

## Veröffentlichungen (Auswahl)
Monographien
- (Hrsg.): Hannah Arendt / Lectures on Kant's political philosophy. Chicago University Press, Chicago 1982, ISBN 0-226-02594-2.
- (Hrsg.): Hannah Arendt / Das Urteilen. Texte zu Kants politischer Philosophie. Piper, München 1982, ISBN 3-492-02824-1 (6. Aufl. 2021, ISBN 978-3-492-27490-6).
- Political judgement. Methuen, London 1983, ISBN 0-416-34270-1.
- (Mithrsg.): Democratic theory and technological society. Sharpe, Armonk, NY 1988, ISBN 0-87332-448-X.
- (Hrsg., mit William James Booth): Kant & political philosophy. The contemporary legency. Yale University Press, New Haven, Conn. 1993, ISBN 0-300-06641-4.
- (Hrsg.): Theorizing citizenship. State University of New York Press, Albany, NY 1995, ISBN 0-7914-2335-2.
- What's the matter with liberalism? University of California Press, Berkeley 1995, ISBN 0-520-20335-6.
- Philosophy in a time of lost spirit. Essays on contemporary theory. University of Toronto Press, Toronto 1997, ISBN 0-8020-4210-4.
- (Hrsg.): Theorizing nationalism. State University of New York Press, Albany, NY 1999, ISBN 0-7914-4065-6.
- (Hrsg.): Canadian political philosophy. Contemporary reflections. Oxford University Press, Don Mills, Ont. 2001, ISBN 0-19-541608-2.
- (Hrsg., mit Jennifer Nedelsky): Judgement, imagination, and politics. Themes from Kant and Arendt. Rowman & Littlefield, Lanham, Md. 2001, ISBN 0-8476-9970-6.
- Liberalism, Nationalism, Citizenship. UBC Press, Vancouver 2007, ISBN 978-0-7748-0987-0.
- Civil religion. A dialogue in the history of political philosophy. Cambridge University Press, Cambridge 2010, ISBN 978-0-521-50636-6.
- Political philosophy. What it is and what it matters. Cambridge University Press, Cambridge 2014, ISBN 978-1-107-06995-4.
- Dangerous minds. Nietzsche, Heidegger, and the return of the far right. University of Pennsylvania Press, Philadelphia 2018, ISBN 978-0-8122-5059-6.

Aufsätze
- Judging in a world of appearances. A commentary on Hannah Arendt's unwritten finale. In: Lewis P. Hinchman (Hrsg.): Hannah Arendt. Critical essays. State University of New York Press, Albany, NY 1994, S. 365–388, ISBN 0-7914-1853-7.

- George Grant, Nietzsche, and the problem of a post-christian theism. In: Arthur Davis (Hrsg.): George Grant and the subversion of modernity. University of Toronto Press, Toronto 1996, S. 109–138, ISBN 0-8020-0668-X.

- What liberalism means. In: Social philosophy & policy, Bd. 13 (1996), S. 190–206.

- Love and worldliness. Hannah Arendt's reading. In: Larry May (Hrsg.): Hannah Arendt: twenty years later. MIT Press, Cambridge, Mass. 1996, S. 269–284, ISBN 0-262-13319-9.

- National self-determination. Some cautionary remarks concerning the rhetoric of rights. In: Margarete Moore (Hrsg.): National self-determination and secession. Oxford University Press, Oxford 1998, S. 158–180, ISBN 0-19-829384-4.

- Arendt and nationalism. In: Dana Villa (Hrsg.): The Cambridge companion to Hannah Arendt. Cambridge University Press, Cambridge 2002, S. 44–64, ISBN 0-521-64198-5.
- Gadamer's philosophy of dialogue and its relation to the postmodernism of Nietzsche, Heidegger, Derrida and Strauss. In: Bruce Krajewski (Hrsg.): Gadamer's repercussions. Reconsidering philosophical hermeneutics. University of California Press, Berkeley 2004, S. 145–157, ISBN 0-520-23186-4.

- John Rawl's genealogy of liberalism. In: Shaun P. Young (Hrsg.): Reflections on Rawls. Ashgate, Farnham 2009, S. 73–89, ISBN 978-0-7546-6128-3.

- Benjamin's concept of history as a source of Hannah Arendt's idea of judgement. In: The journal for cultural and religious theory, Bd. 17 (2018), H. 1, S. 1–16.

- The conservative revolution of the twenty-first century. The curious case of Jason Jorjani. In: A. James McAdams/Alejandro Castrillon (Hrsg.): Contemporary far-right thinkers and the future of liberal democracy. Routledge, London 2022, S. 189–206, ISBN 978-0-367-61161-3.

- Nietzsche, politics, and truth in the age of post-truth. In: Matthew McManus (Hrsg.): Nietzsche and the politics of reaction. Essays on liberalism, socialism, and aristocratic radicalism. Palgrave Macmillan, Cham 2023, S. 37–59, ISBN 978-3-031-13634-4.